# Wegewart

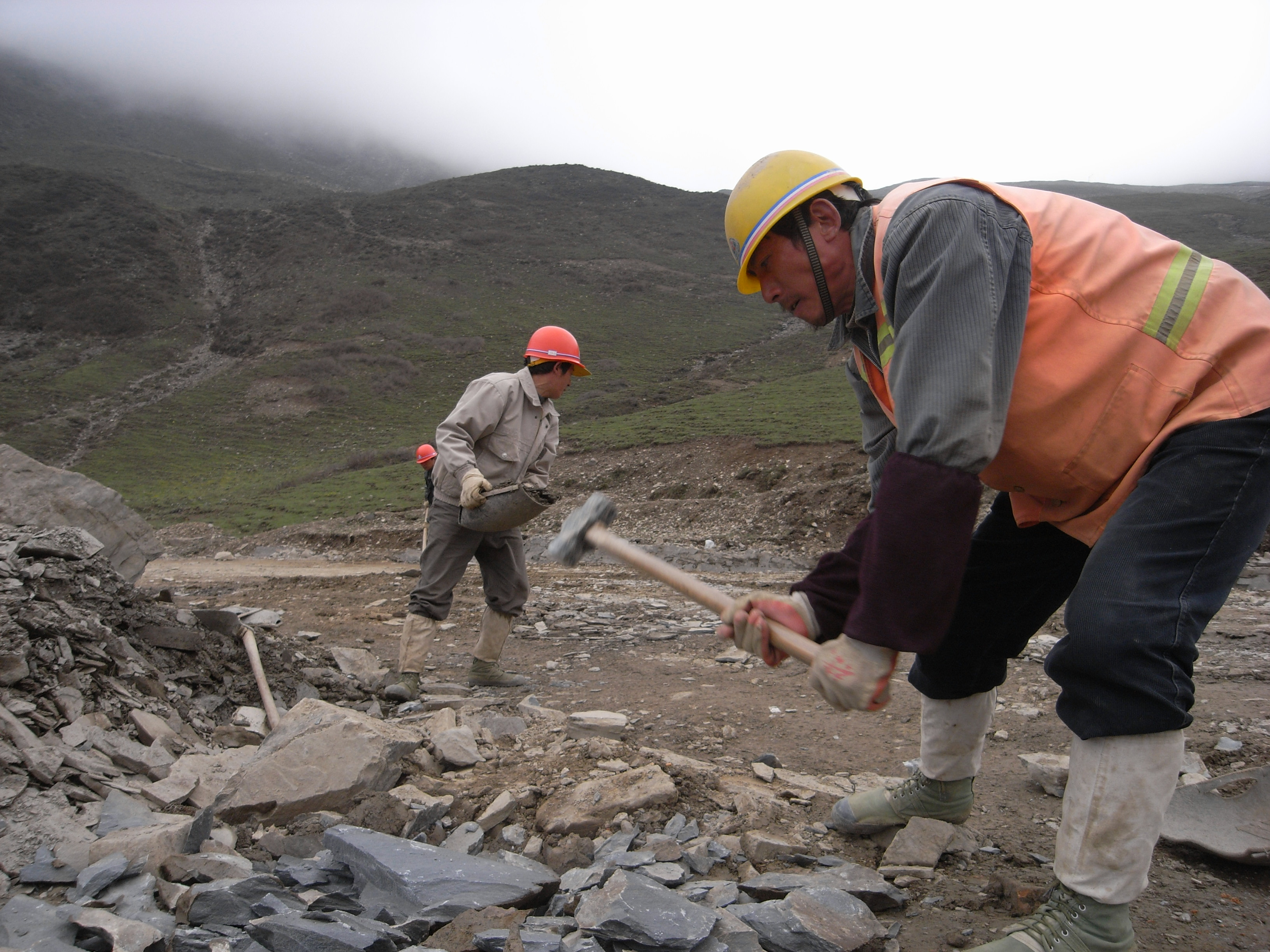
Wegarbeiten, Wolong-Naturreservat, China

Ein Wegewart, auch Wegwart, ist eine Person, die für die Erhaltung eines bestimmten, ihr anvertrauten Abschnittes eines Wanderweges oder ein komplettes Streckennetz zuständig ist.

## Funktion und Aufgaben
Wegewarte sind häufig ehrenamtlich bei einem Wanderverein oder Alpenverein tätig und bekommen einen bestimmten Abschnitt zugewiesen. Daneben beschäftigen auch die Gebietskörperschaften oder Fremdenverkehrsverbände für die Erhaltung der Fußwege ihrer Region Wegwarte. Auch die Betreiber von Natur- und Landschaftsschutzgebieten beschäftigen ehrenamtliche oder festangestellte Wegwarte (etwa die trail keepers der US-Nationalpark-Behörden).
In die Aufgabenbereiche eines Wegwarts fallen die Kontrolle des Zustandes der Verkehrssicherungsmittel, Markierung von Wanderwegen, das eventuelle Freischneiden von Bäumen und Entfernen anderer Hindernisse (Steine). Bei größeren Schäden machen sie Meldung an die für die Wegerhaltung verantwortliche Stelle. Die Verkehrssicherung findet ihre Grenzen etwa in der Standsicherheit von Gipfelkreuzen, auch wenn sie einen Weg dorthin unterhalten. Die Zuständigkeit hierfür haben die Baulastträger, welche das Gipfelkreuz aufgestellt haben. In Nordamerika gehört gebietsweise auch der Vollzug der Wegerechte dazu, teils sogar mit polizeiähnlich exekutiver Gewalt (route warden).
Für die Alpenvereine, für die „Bau, Erwerb, Führung und Erhaltung von Wegen“ zum ureigentlichen Vereinszweck gehört, ist der Wegwart eines der zentralen Ämter im Vereinsaufbau – dem Österreichischen (OeAV) und Deutschen Alpenverein (DAV) etwa obliegt die Wegesicherungspflicht für ca. 40.000 km Wegenetz in den Ostalpen. Die beiden Vereine stellen seitens jeder Sektion einen Wegwart, der für die nach der Arbeitsgebietsordnung (ArgO) geregelten Wegnetzgebiete (Arbeitsgebietskataster) zuständig ist (etwa 400 Arbeitsgebieten mit ca. 500 Hütten). Die Wege zu und zwischen Hütten betreut der jeweilige Hüttenwart. In einigen Bundesländern Österreichs gibt es auch Landeswegwarte.
Mittlerweile gibt es auch virtuelle Wegewarte im Internet, wo sicherheitsrelevante Mängel gemeldet werden können. Die Alpenvereine arbeiten auch an diesbezüglichen Web-GIS-Anwendungen.

## Wirtschaftliche und rechtliche Aspekte der Wegewartung
Innerhalb der Alpenvereine wird das Konzept der ehrenamtlichen Wegwarte heute überdacht: Zum einen wird die mangelnde finanzielle Unterstützung seitens der Gemeinden und anderer Institutionen – trotz der enormen regionalen Wertschöpfung in der Tourismusbranche, die ein gepflegtes alpines und subalpines Wegenetz nach sich zieht – bemängelt. Andererseits hat ein Fall in Unterach am Attersee 2009, in dem der Bürgermeister als persönlich Amtshaftender nach Sturz eines deutschen Urlaubers auf einem Weg unter Wartung der Gemeinde zu einem Schadenersatz  verurteilt wurde, aufgezeigt, dass auch die AV-Wegwarte in ihrer Funktion persönlich haftbar gemacht werden könnten. In diesem Zusammenhang wurde von „Amerikanisierung“ des Schadenersatzwesens und mangelnder Eigenverantwortung der Wegebenutzer gesprochen, das Urteil wurde aber November 2009 rechtsgültig aufgehoben, womit zumindest für Österreich die Rechtslage geklärt scheint. Es wurde in diesem Zusammenhang über eine Umstrukturierung auf gewerbliche Wegebetreuung und sogar über die Einführung eines Wegezinses nachgedacht, um zu einer einvernehmlichen Lösung seitens der Wegebetreuer und des nutznießenden Tourismus zu kommen.